# Louestault
Louestault foi uma comuna francesa na região administrativa do Centro, no departamento Indre-et-Loire. Estendia-se por uma área de 15,85 km². Em 2010 a comuna tinha 366 habitantes (densidade: 23,1 hab./km²).
Em 1 de janeiro de 2017, passou a formar parte da nova comuna de Beaumont-Louestault.